# Thiotrichales
Ordre
Les Thiotrichales sont un ordre de bactéries à Gram négatif de la classe des Gammaproteobacteria.
Cet ordre comprend plusieurs familles abritant des bactéries pathogènes comme Francisella tularensis et des bactéries parmi les plus grandes du règne, du genre Thiomargarita.

## Systématique

### Étymologie
L'ordre Thiotrichales a été nommé ainsi d'après le genre type qui lui a été assigné, Thiothrix. Son étymologie est la suivante : Thi.o.tri.cha'les. M.L. fem. n. Thiothrix genre type de l'ordre; -ales suffixe désignant le nom d'un ordre; M.L. fem. n. Thiotrichales l'ordre de Thiothrix.
Bien que proposé et publié de manière valide en 2005 selon le code de l'ICNP, le nom de cet ordre est désormais considéré comme illégitime par l'ICSP. Il est considéré illégitime car cet ordre contient le genre Beggiaota qui avait été désigné comme genre type d'un ordre plus ancien, les Beggiatoales,. Comme les Beggiatoales sont considérées comme un synonyme hétérotypique, par conséquent, Thiotrichales reste utilisé mais nécessite un remplacement.

### Taxonomie
Cet ordre a été décrit en 2005 comme un nouvel ordre des Gammaprotéobacteria principalement sur la base des analyses phylogénétiques des séquences d'ARN ribosomal 16S. Lors de sa description, cet ordre comprenait 3 familles bactériennes dont les Thiotrichaceae, les Piscirickettsiaceae et les Francisellaceae.

### Description
Lors de sa description, les Thiotrichales composaient un ordre très divers avec des bactéries de morphologies, de métabolismes et d'écologies très différents. On y trouve des bactéries pathogènes telles que les Piscirickettsia qui sont des parasites intracellulaires obligatoires de poissons, ou les Francisella pathogènes des insectes, des arachnides et de nombreux mammifères. On y trouve aussi des bactéries chimio-lithotrophes oxidant le soufre, chimioorganotrophes et des méthylotrophes.

## Liste de familles

### Familles validement publiées
Selon la LPSN (8 novembre 2022) :
- Beggiatoaceae Migula 1894
- Fastidiosibacteraceae Xiao et al. 2018
- Francisellaceae Sjöstedt 2005
- Piscirickettsiaceae Fryer & Lannan 2005
- Thiofilaceae Boden & Scott 2018
- Thiolineaceae Boden & Scott 2018
- Thiotrichaceae Garrity et al. 2005 – nom illégitime

### Familles en attente de publication valide
Selon la LPSN (8 novembre 2022), la famille Thiosiphonaceae Klas 1936 n'a pas encore été publiée de manière valide.